# Игра престолов (2-й сезон)
Второй сезон фэнтезийного драматического сериала «Игра престолов», премьера которого состоялась на канале HBO 1 апреля 2012 года, а заключительная серия вышла 3 июня 2012 года, состоит из 10 эпизодов и основан на романе Джорджа Р. Р. Мартина «Битва королей» из серии «Песнь Льда и Огня».

## Сюжет
Старки объявляют Ланнистерам войну за смерть Неда, и, одержав три победы, Робб Старк предлагает Ланнистерам мир в обмен на независимость Севера, посылая Теона Грейджоя заручиться поддержкой его отца Бейлона, а Кейтилин Старк — искать поддержки у Ренли Баратеона. Серсея Ланнистер отвергает условия Робба. Тирион Ланнистер изгоняет командующего Золотых плащей Яноса Слинта на Стену и назначает на его место Бронна.
Кейтилин прибывает в лагерь Ренли, чтобы заключить союз, а Бриенна Тарт выигрывает право присоединиться к гвардии Ренли. Кейтилин и Бриенна становятся свидетелями убийства Ренли магическим существом, посланным красной жрицей Мелисандрой, эмиссаром брата Ренли и соперничающего претендента на Железный Трон, Станниса Баратеона. Кейтилин и Бриенна сбегают из лагеря Ренли и присоединяются к армии Робба, в то время как сторонники Ренли переходят к Станнису. Между тем Теон предаёт Старков, силой захватив Винтерфелл. Робб получает известие о планах Теона и посылает людей, чтобы отвоевать Винтерфелл, в то время как некоторые из союзников Старков планируют выкрасть Брана и Рикона.
Робб узнаёт, что Кейтилин тайно освободила Джейме Ланнистера, сопровождаемого Бриенной, чтобы обменять на него своих дочерей, Сансу и Арью; он также вступает в романтические отношения с волантийской целительницей Талисой Мейгир. Яра Грейджой прибывает в Винтерфелл, чтобы вернуть Теона на Железные Острова после его неудачной попытки перехватить младших Старков.
Тайвин Ланнистер покидает Харренхол, что позволяет Арье, Джендри и Пирожку сбежать с помощью загадочного Якена Хгара. В Королевской Гавани Серсея пытается шантажировать Тириона, похитив проститутку Рос, которую принимает за его тайную любовницу. Ведя оборону против нападения Станниса на Королевскую Гавань, Тирион разрушает многие из нападавших кораблей при помощи дикого огня и вынужден вести контратаку, поскольку король Джоффри Баратеон и его телохранитель Сандор Клиган покидают поле битвы. Силы Станниса прорываются в замок, но Тирион ведёт своих людей следом через подземные туннели и атакует. Станнис терпит поражение, когда в Королевскую Гавань прибывают солдаты Тайвина, сопровождаемого Тиреллами.
После смерти кхала Дрого Дейенерис и остатки её кхаласара находят убежище в городе Кварте, куда их вводит купец Ксаро Ксоан Даксос. Однако Ксаро входит в сговор с колдуном Пиатом Преем, чтобы убить большую часть служащих Дейенерис, похитить её драконов и взять под контроль Кварт. Дейенерис заманивают в Дом Бессмертных, где её драконы убивают Пиата Прея. Дейенерис запирает Ксаро в его собственном хранилище в качестве наказания за предательство и покидает Кварт с Джорахом и оставшимися слугами.
Находясь на разведке за Стеной, Джон Сноу захватывает одичалую Игритт, которая заводит его в ловушку, и одичалые берут в плен его самого. Среди пленных — разведчик Дозора Куорен Полурукий, который убеждает Джона убить его, чтобы завоевать доверие одичалых и подобраться к их лидеру, Королю-за-Стеной Мансу Налётчику. Остальные разведчики разбили лагерь на древнем фортификационном сооружении, Кулаке Первых Людей, где попадают под удар древнего врага — Белых Ходоков.

## Эпизоды
| № общий | № в сезоне | Название                                                        | Режиссёр       | Автор сценария              | Дата премьеры  | Зрители в США (млн) |
| --- | ---------- | --------------------------------------------------------------- | -------------- | --------------------------- | -------------- | ------------------- |
| 11 | 1          | «Север помнит» «The North Remembers»                            | Алан Тейлор    | Дэвид Бениофф и Д. Б. Уайсс | 1 апреля 2012  | 3,86                |
| Прибывший в столицу Тирион является на заседание Малого совета в качестве Десницы, к неудовольствию Серсеи. В Винтерфелле Бран исполняет обязанности лорда. Экспедиция Ночного Дозора останавливается в усадьбе одичалого Крастера, где Сэм знакомится с его женой-внучкой Лилли. На Драконьем Камне жрица Рглора Мелисандра сжигает статуи Семерых богов, провозглашая Станниса Баратеона избранником Владыки Света. Станнис диктует письмо, объявляющее детей Серсеи бастардами. Робб отправляет в столицу Элтона Ланнистера с заведомо неприемлемыми условиями мира, соглашается отправить Теона Грейджоя к отцу, а Кейтилин Старк — к Королю Юга Ренли Баратеону для переговоров о союзе. Джоффри, осведомлённый о письме Станниса, открыто конфликтует с матерью. Командир Золотых Плащей Янос Слинт и другие городские стражники рыщут по столице, хватают и убивают незаконнорожденных детей Роберта Баратеона. |            |                                                                 |                |                             |                |                     |
| 12 | 2          | «Ночные Земли» «The Night Lands»                                | Алан Тейлор    | Дэвид Бениофф и Д. Б. Уайсс | 8 апреля 2012  | 3,76                |
| Тирион изгоняет Яноса Слинта в Ночной Дозор, а на его место назначает наёмника Бронна. В красной пустыне лошадь Ракхаро возвращается к Дейенерис с отрубленной головой хозяина в седельной сумке. Теон Грейджой прибывает на родные Железные Острова, но получает совсем не такой приём, какого он ожидал. Давос Сиворт уговаривает пирата из Лисса Салладора Саана присоединиться к Станнису. Мелисандра соблазняет Станниса. За Стеной Джон следит за Крастером, уносящим своего новорожденного сына в лес, и видит, как младенца забирает один из Белых ходоков. |            |                                                                 |                |                             |                |                     |
| 13 | 3          | «То, что мертво, умереть не может» «What Is Dead May Never Die» | Алик Сахаров   | Брайан Когман               | 15 апреля 2012 | 3,77                |
| Крастер возвращает избитого им Джона дозорным. Кейтилин прибывает на турнир в лагере Ренли в Штормовых Землях и знакомится с его победительницей Бриенной Тарт. В Пайке Бейлон Грейджой строит планы нападения на беззащитный Север. В Королевской Гавани Тирион проверяет на лояльность членов Малого совета, для чего сообщает мейстеру Пицелю, Варису и лорду Бейлишу различные версии своего плана выдать замуж принцессу Мирцеллу. Поняв, кто из них доносит Серсее, он отправляет Пицеля в темницу, а Бейлиша отсылает на переговоры с Ренли. В лагере Ренли Лорас и Маргери Тиреллы убеждают своего короля наконец заняться любовью с Маргери, к которой Ренли не испытывает никакого интереса. Теон Грейджой пишет письмо Роббу о планах отца, но затем сжигает послание и принимает крещение морской водой как истинный Железнорождённый. Йорен рассказывает Арье историю своей мести. На место ночлега дозорных нападает ланнистерский отряд во главе с Полливером. Йорен погибает, а Арья, Джендри и другие оказываются в плену. |            |                                                                 |                |                             |                |                     |
| 14 | 4          | «Костяной Сад» «Garden of Bones»                                | Дэвид Петрарка | Ванесса Тейлор              | 22 апреля 2012 | 3,65                |
| Робб Старк атакует лагерь Ланнистеров и одерживает победу в местечке Оскросс; обходя поле боя, он знакомится с девушкой-медиком по имени Талиса. Джоффри издевается над Сансой; Тирион спасает девушку и присылает в спальню к королю двух проституток, чтобы тот познакомился с прелестями плотской любви, однако Джоффри приказывает одной из них избить другую. Пленных Арью, Джендри и других приводят в разрушенный замок Харренхол, и только появление Тайвина Ланнистера спасает их и остальных заключённых от пыток Григора Клигана и палача Щекотуна. В Штормовых землях Станнис и Ренли Баратеоны проводят неудачные переговоры, где каждый требует от другого преклонить перед ним колено. Дейенерис Таргариен является к воротам города Кварта, где Тринадцать старейшин впускают кхалиси и её спутников под ответственность одного из них, Ксаро Ксоана Даксоса. Тирион запугивает своего кузена Ланселя Ланнистера и делает его своим шпионом. Станнис приказывает Давосу Сиворту отвезти Мелисандру к лагерю Ренли Баратеона, где она порождает на свет колдовскую тень. |            |                                                                 |                |                             |                |                     |
| 15 | 5          | «Призрак Харренхола» «The Ghost of Harrenhal»                   | Дэвид Петрарка | Дэвид Бениофф и Д. Б. Уайсс | 29 апреля 2012 | 3,90                |
| Тень убивает Ренли, и Кейтилин с Бриенной вынуждены бежать из-за подозрения в его убийстве. Все знаменосцы Ренли, кроме Тиреллов, склоняются перед Станнисом. В Королевской Гавани Тирион узнаёт, что алхимики во главе с Галлином-пиромантом по приказу Серсеи готовят дикий огонь. Давос уговаривает Станниса не брать Мелисандру с собой в грядущую битву. На Железных Островах Теон знакомится со своей новой командой. В Харренхоле Арья прислуживает Тайвину на военном совете. Спасённый ею Безликий Якен Хгар обещает ей убить троих людей по её выбору, и Арья выбирает палача Щекотуна. В Кварте Дейенерис Таргариен знакомится с магом Пиатом Преем, а Ксаро Ксоан Даксос предлагает ей выйти за него замуж. На Кулаке Первых Людей встречаются отряды Ночного Дозора из Черного Замка и Сумеречной Башни, и Джон Сноу упрашивает Куорена Полурукого взять его с собой в разведку. |            |                                                                 |                |                             |                |                     |
| 16 | 6          | «Старые Боги и Новые» «The Old Gods and the New»                | Дэвид Наттер   | Ванесса Тейлор              | 6 мая 2012     | 3,88                |
| Теон со своими людьми врывается в Винтерфелл, заставляет Брана сдать замок и казнит пленённого им Родрика Касселя. За Стеной Куорен Полурукий и его люди находят и уничтожают группу разведчиков-одичалых; одичалая Игритт при этом сбегает от Джона Сноу. Джон снова ловит её, но при этом отбивается от отряда и остаётся ночевать в горах вместе с пленницей. В Королевской Гавани во время проводов Мирцеллы в Дорн происходит стихийный бунт, королю Джоффри чудом удаётся уйти от разъяренной толпы, а Сандор Клиган спасает Сансу Старк от насильников. Робб снова встречает Талису в своём лагере; Кейтилин предостерегает сына, напоминая об обязанности вступить в брак с одной из дочерей Уолдера Фрея. В Харренхоле Арья крадёт письмо с информацией о военных действиях. Когда сир Амори Лорх отбирает у неё это письмо, Арья называет его имя Якену Хгару. В Винтерфелле Оша соблазняет Теона, а затем помогает Брану сбежать. В Кварте Дейенерис безуспешно пытается убедить короля специй дать ей корабли. По возвращении во дворец Ксаро Ксоана Даксоса Дейенерис обнаруживает, что её стража перебита, а драконы похищены. |            |                                                                 |                |                             |                |                     |
| 17 | 7          | «Человек без чести» «A Man without Honor»                       | Дэвид Наттер   | Дэвид Бениофф и Д. Б. Уайсс | 13 мая 2012    | 3,69                |
| Теон обнаруживает исчезновение Брана и Рикона и отправляется в погоню за ними. За Стеной Игритт подвергает Джона Сноу насмешкам, пытается его соблазнить и наконец сбегает; погнавшись за ней, Джон попадает в руки одичалых. В Кварте Ксаро Ксоан Даксос и Пиат Прей устраивают переворот, убив остальных правителей города; Пиат Прей предлагает Дейенерис воссоединиться со своими драконами в Доме Бессмертных. Джейме Ланнистер убивает посаженного в одну клетку с ним Элтона Ланнистера и тюремщика Торрхена Карстарка, однако его побег не удаётся. Теон возвращается в Винтерфелл с двумя обгоревшими детскими трупами и прилюдно вешает их над воротами. |            |                                                                 |                |                             |                |                     |
| 18 | 8          | «Принц Винтерфелла» «The Prince of Winterfell»                  | Алан Тейлор    | Дэвид Бениофф и Д. Б. Уайсс | 20 мая 2012    | 3,86                |
| Яра Грейджой с небольшим отрядом прибывает в Винтерфелл и безуспешно убеждает Теона покинуть замок. За Стеной Игритт с пленным Джоном присоединяется к отряду одного из лидеров одичалых по кличке Гремучая Рубашка; среди его пленных оказывается Куорен Полурукий. Тирион, Бронн и Варис строят планы обороны против Станниса. Серсея считает, что Тирион хочет смерти Джоффри, и берёт в заложницы проститутку Рос, которую принимает за возлюбленную Тириона. Робб Старк узнаёт, что его мать отпустила Джейме Ланнистера под стражей Бриенны, и приказывает взять её под стражу. В Кварте Дейенерис принимает решение отправиться в Дом Бессмертных, что бы её там ни ждало. В Винтерфелле мейстер Лювин обнаруживает, что Оша, Бран, Рикон и Ходор прячутся в крипте под замком. |            |                                                                 |                |                             |                |                     |
| 19 | 9          | «Черноводная» «Blackwater»                                      | Нил Маршалл    | Джордж Р. Р. Мартин         | 27 мая 2012    | 3,38                |
| Флот Станниса приближается к Королевской Гавани. Для него заготовлена ловушка: корабль, нагружённый диким огнём. От взрыва передовые корабли Станниса охватывает пламя. Станнис со своими людьми высаживается на берег и начинает штурмовать ворота и стены города. Серсея приказывает вернуть Джоффри в замок. Сандор Клиган возглавляет вылазки, но огонь пугает его, и он дезертирует. Тириону приходится возглавить вылазку самому; член Королевской Гвардии сир Мендон Мур неудачно пытается его убить, лишь ранив в лицо. Серсея в тронном зале рассказывает своему сыну Томмену сказку, готовясь отравить его и себя. Битва почти проиграна, но появляется подкрепление — конница с Тайвином Ланнистером и Лорасом Тиреллом во главе, которая отбрасывает Станниса от городских стен. |            |                                                                 |                |                             |                |                     |
| 20 | 10         | «Валар Моргулис» «Valar Morghulis»                              | Алан Тейлор    | Дэвид Бениофф и Д. Б. Уайсс | 3 июня 2012    | 4,20                |
| В Королевской Гавани король Джоффри награждает победителей и соглашается жениться на Маргери Тирелл вместо Сансы Старк. Тирион оправляется от ран, его навещают Варис, Пицель и Шая. Кейтилин пытается отговорить Робба от отношений с Талисой, но тот тайно венчается с любимой. На Драконьем Камне Станнис обвиняет Мелисандру в своём поражении, но не может убить её. В осаждённом людьми Болтонов Винтерфелле мейстер Лювин предлагает Теону бежать. Теон произносит перед своими людьми пламенную речь, но те оглушают его и, связав, уволакивают. Оша, Бран, Рикон и Ходор уходят из сожжённого Винтерфелла на север. В Кварте Дейенерис, Джорах Мормонт и Коварро отправляются в Дом Бессмертных, где Дейенерис видит иллюзии: Железный Трон и Дрого с её неродившимся сыном Рейего на руках. Она преодолевает искушение и с помощью драконов сжигает мага Пиата Прея, а его сообщника Ксаро Ксоана Даксоса и предавшую её служанку Дорею запирает в его собственной сокровищнице. Арья последний раз встречается с Якеном Хгаром, который даёт ей монету из Браавоса, меняет лицо и уходит в неизвестном направлении. Джон Сноу убивает Куорена в поединке и присоединяется к одичалым. У Кулака Первых Людей Сэм, Гренн и Скорбный Эдд слышат три сигнала рога, означающие приближение Белых ходоков; Сэм не поспевает за товарищами и остаётся перед наступающей армией мертвецов, но те проходят мимо, не тронув его. |            |                                                                 |                |                             |                |                     |

## В ролях

### Основной состав
| - Питер Динклэйдж — Тирион Ланнистер (10 эпизодов) - Лена Хиди — Серсея Ланнистер (9 эпизодов) - Николай Костер-Вальдау — Джейме Ланнистер (4 эпизода) - Мишель Фэйрли — Кейтилин Старк (8 эпизодов) - Эмилия Кларк — Дейенерис Таргариен (8 эпизодов) - Эйдан Гиллен — Петир «Мизинец» Бейлиш (7 эпизодов) - Иэн Глен — Джорах Мормонт (7 эпизодов) - Кит Харингтон — Джон Сноу (8 эпизодов) - Чарльз Дэнс — Тайвин Ланнистер (7 эпизодов) - Лиам Каннингем — Давос Сиворт (6 эпизодов) - Айзек Хэмпстед-Райт — Бран Старк (7 эпизодов) - Ричард Мэдден — Робб Старк (6 эпизодов) | - Софи Тёрнер — Санса Старк (7 эпизодов) - Мэйси Уильямс — Арья Старк (9 эпизодов) - Альфи Аллен — Теон Грейджой (8 эпизодов) - Джон Брэдли — Сэмвелл Тарли (6 эпизодов) - Джек Глисон — Джоффри Баратеон (6 эпизодов) - Рори Макканн — Сандор «Пёс» Клиган (5 эпизодов) - Натали Дормер — Маргери Тирелл (4 эпизодов) - Стивен Диллэйн — Станнис Баратеон (7 эпизодов) - Кэрис ван Хаутен — Мелисандра (4 эпизодов) - Джеймс Космо — Джиор Мормонт (3 эпизода) - Джером Флинн — Бронн (7 эпизодов) - Конлет Хилл — Варис (6 эпизодов) - Сибель Кекилли — Шая (8 эпизодов) |

Также в ролях
- Джейсон Момоа — Кхал Дрого (1 эпизод)

### Приглашённые актёры
| - Саймон Армстронг — Куорен Полурукий (4 эпизода) - Бен Кромптон — Эддисон Толлетт (5 эпизодов) - Марк Стэнли — Гренн (5 эпизодов) - Эдвард Дольяни — Костяной Лорд (2 эпизода) - Роуз Лесли — Игритт (4 эпизода) - Роберт Пью — Крастер (3 эпизода) - Ханна Мюррей — Лилли (3 эпизода) - Иэн Уайт и Росс Муллан — Белые Ходоки (2 эпизода) - Каллум Уорри — Томмен Баратеон (4 эпизода) - Эйми Ричардсон — Мирцелла Баратеон (4 эпизода) - Джулиан Гловер — Великий мейстер Пицель (5 эпизодов) - Доминик Картер — Янос Слинт (2 эпизода) - Иэн Битти — Мерин Трант (3 эпизода) - Юджин Саймон — Лансель Ланнистер (3 эпизода) - Уилко Джонсон — Илин Пейн (1 эпизод) - Дэниел Портман — Подрик Пейн (3 эпизода) - Тони Уэй — Донтос Холлард (3 эпизода) - Рой Дотрис — Пиромант Галлин (2 эпизода) - Эндрю Уайлд — Тобхо Мотт (1 эпизод) - Эсме Бьянко — Рос (5 эпизодов) - Антония Кристоферс — Мейган (1 эпизод) - Сахара Найт — Армека (3 эпизода) - Мэйси Ди — Дэйзи (3 эпизода) - Сара Дилан — Бернадетт (1 эпизод) - Джозефина Гиллан — Марея (2 эпизода) - Гетин Энтони — Ренли Баратеон (3 эпизода) - Гвендолин Кристи — Бриенна Тарт (7 эпизодов) - Финн Джонс — Лорас Тирелл (5 эпизодов) - Керр Логан — Маттос Сиворт (4 эпизода) - Лусиан Мсамати — Салладор Саан (1 эпизод) - Оливер Форд Дэвис — Мейстер Крессен (1 эпизод) - Патрик Малахайд — Бейлон Грейджой (2 эпизода) - Джемма Уилан — Яра Грейджой (4 эпизода) - Ральф Айнесон — Дагмер Щербатый (5 эпизодов) - Форбс КБ — Чёрный Лоррен (4 эпизода) - Дэвид Коукли — Дреннан (2 эпизода) | - Арт Паркинсон — Рикон Старк (5 эпизодов) - Дональд Самптер — Мейстер Лювин (7 эпизодов) - Рон Донахи — Родрик Кассель (3 эпизода) - Питер Балланс — Фарлен (2 эпизода) - Кристиан Нэрн — Ходор (7 эпизодов) - Наталия Тена — Оша (6 эпизодов) - Уна Чаплин — Талиса Старк (5 эпизодов) - Майкл Макэлхаттон — Русе Болтон (5 эпизодов) - Джон Стал — Рикард Карстарк (2 эпизода) - Пол Кэдделл — Джекс (2 эпизода) - Эйдан Кроу — Квент (2 эпизода) - Тайрон Макэлхеннон — Торрхен Карстарк (1 эпизод) - Финтан Маккеон — Амори Лорх (4 эпизода) - Иэн Гелдер — Киван Ланнистер (1 эпизод) - Иэн Уайт — Григор Клиган (3 эпизода) - Карл Дэвис — Алтон Ланнистер (3 эпизода) - Энтони Моррис — Щекотун (2 эпизода) - Энди Келлегер — Полливер (2 эпизода) - Френсис Мэджи — Йорен (3 эпизода) - Джо Демпси — Джендри (7 эпизодов) - Бен Хоуки — Пирожок (7 эпизодов) - Эрос Влахос — Ломми Зелёные руки (3 эпизода) - Том Влашиха — Якен Хгар (6 эпизодов) - Энди Бэквит — Рорж (3 эпизода) - Джерард Джордан — Кусака (3 эпизода) - Нонсо Анози — Ксаро Ксоан Даксос (5 эпизодов) - Иэн Ханмор — Пиат Прей (4 эпизода) - Николас Блэйн — Король Пряностей (3 эпизода) - Славко Юрага — Король Шёлка (3 эпизода) - Лаура Прадельска — Куэйта (2 эпизода) - Стивен Коул — Коварро (8 эпизодов) - Элиес Габел — Ракхаро (1 эпизод) - Роксанна Макки — Дореа (4 эпизода) - Амрита Ашария — Ирри (5 эпизодов) |

## Производство
Канал HBO заказал второй сезон «Игры престолов» 19 апреля 2011 года, всего лишь через два дня после премьеры первого. Второй сезон получил 15 % прибавки к бюджету, чтобы воплотить на экране битву на Черноводной, главную в Войне пяти королей.

### Команда
Дэвид Бениофф и Д. Б. Уайсс выступили главными сценаристами и шоураннерами второго сезона. Они вместе написали сценарии для шести эпизодов. Сценарии к оставшимся четырём эпизодам написаны редактором Брайаном Когманом, автором «Песни Льда и Огня» Джорджем Р. Р. Мартином и Ванессой Тейлор (два эпизода).
Алан Тейлор был повышен до соисполнительного продюсера и поставил четыре эпизода, включая премьерный и финальный. Дэвид Петрарка и Дэвид Наттер сняли по два эпизода, а оператор Алик Сахаров и Нил Маршалл — по одному.

### Кастинг
Кастинг для второго сезона начался в мае 2011 года. Из-за большого количества новых персонажей Бениофф и Уайсс решили отложить появление некоторых героев «Битвы королей» до третьего сезона, среди них — Фреи, Риды, Талли, жена и дочь Станниса, Эурон Грейджой и Рамси Сноу.. Более того, некоторые персонажи были объединены, в других случаях функции одного персонажа были переданы другому. Внешность, характер, этническая принадлежность и возраст многих героев для сериала были изменены. Актёрский состав шоу был признан самым большим на телевидении.

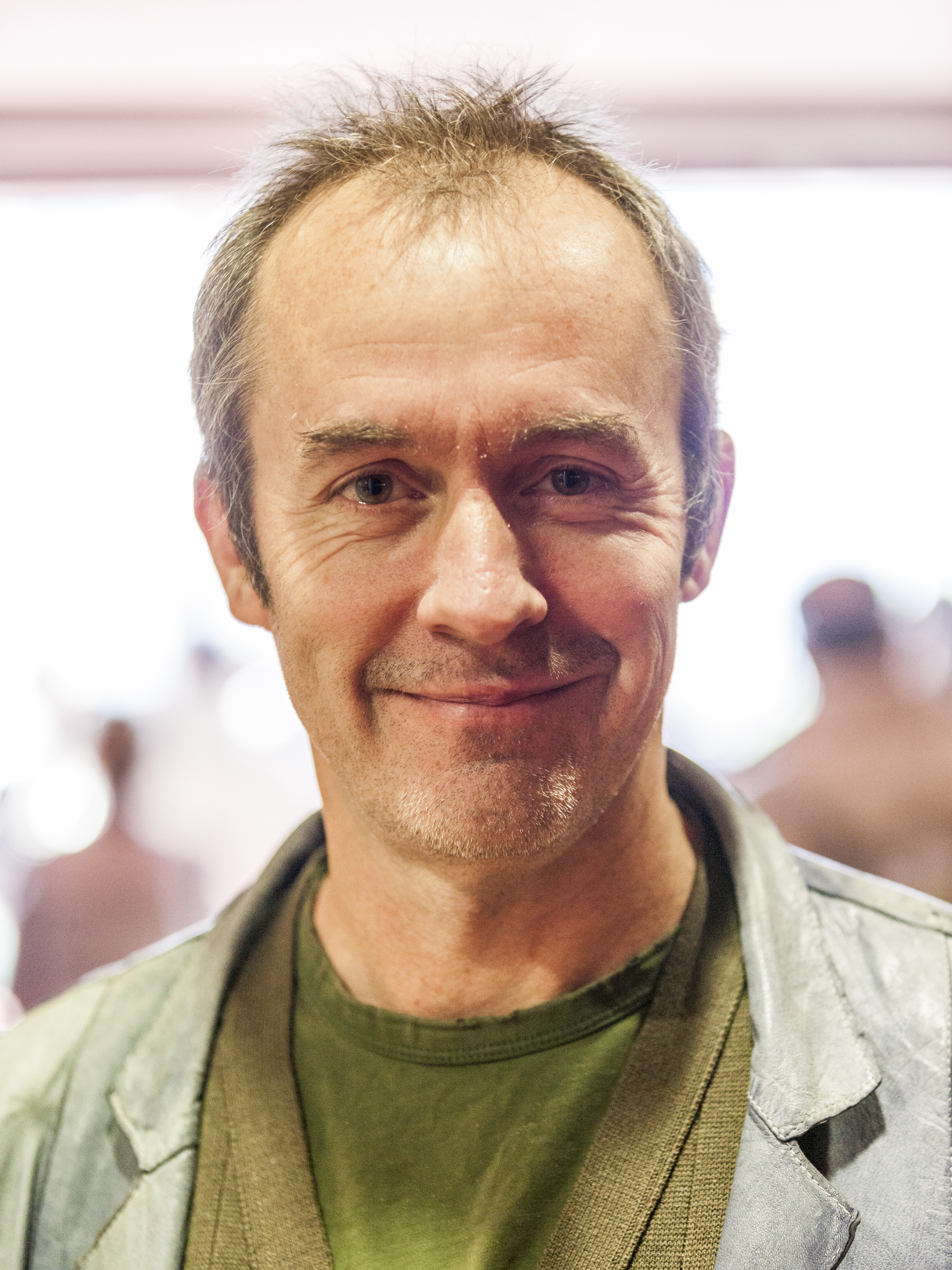
Стивен Диллэйн (Станнис Баратеон)

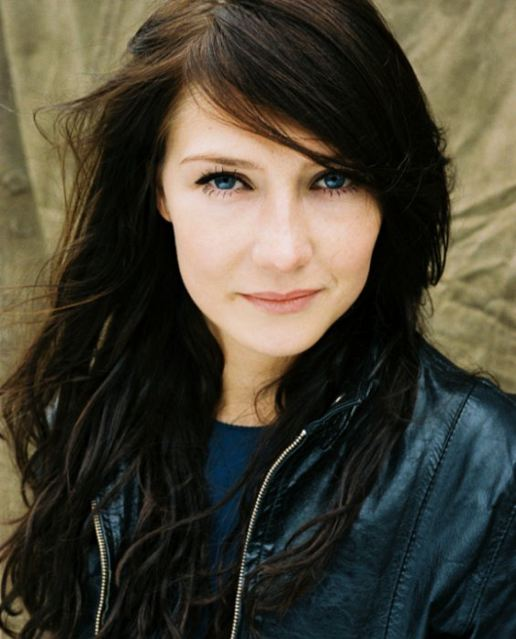
Кэрис ван Хаутен (Мелисандра)

Четвёртым претендентом на Железный трон становится живущий особняком брат короля Роберта, Станнис Баратеон (Стивен Диллэйн). Жрица из Асшая на Эссосе Мелисандра (Кэрис ван Хаутен) — его влиятельная советница. Ван Хаутен приглашалась на роль Серсеи для первого сезона, но была занята. Лиам Каннингем получил роль сира Давоса Сиворта по прозвищу Луковый рыцарь, знаменосца Станниса и бывшего контрабандиста. С Каннингемом велись переговоры по роли уже в первом сезоне. Из-за того что он левша, у Давоса обрублены пальцы на правой руке, в то время как в книге — на левой. В интервью Каннингем признался, что для Давоса пришлось написать много новых диалогов, так как в романах этот персонаж — один из тех, с чьей точки зрения ведётся повествование, и выписан больше через мысли, нежели через действия. Эти три персонажа возглавили новую сюжетную линию в другой местности, которая к концу сезона слилась с основным сюжетом.
Теон Грейджой (Альфи Аллен), один из основных, но не самых значимых персонажей предыдущего сезона, с развитием своей сюжетной линии вышел на первый план. Джемма Уилан сыграла роль его старшей сестры — Яры. Её персонаж, именуемый в книгах Аша, был переименован, чтобы избежать путаницы с одичалой Ошей, спутницей Брана. Аша — дерзкая и независимая, капитан 30 кораблей; эти черты в образе Яры не сохранились, хотя её соперничество с Теоном осталось. Роль их отца Бейлона Грейджоя исполнил Патрик Малахайд. Многие персонажи сюжетной линии Грейджоев не появились в сезоне, в первую очередь — младший брат Бейлона Эурон; тем не менее, она имела невероятный успех, критике подверглись только изменения имени и характера Яры.
Том Влашиха получил роль Якена Хгара, таинственного заключённого, у которого завязываются смертоносные отношения с Арьей Старк (Мэйси Уильямс). Натали Дормер, наиболее известная по роли соблазнительной Анны Болейн в телесериале Showtime «Тюдоры», прошла кастинг на аналогичную роль Маргери Тирелл, жены третьего претендента на трон Ренли Баратеона. Высокую оценку получила Гвендолин Кристи за роль воительницы Бриенны Тарт, которая вступает в Королевскую гвардию Ренли, а позже становится верной союзницей Кэйтилин Старк. Готовясь к роли, Кристи прошла интенсивную тренировку, набрав около 6,4 кг мышечной массы. Чтобы её можно было принять за мужчину, линии на доспехах Бриенны разбегаются от талии, чтобы скрыть бёдра. На другом конце вымышленного мира были добавлены два женских персонажа, постепенно выходящие на первый план: звезда британского телесериала «Молокососы» Ханна Мюррей воплотила образ Лилли, жены и дочери Крастера, к которой у Сэмвелла Тарли возникают чувства; роль одичалой Игритт, возлюбленной Джона Сноу, исполнила Роуз Лесли.
Остановка Дейенерис Таргариен в Кварте открыло путь нескольким сквозным персонажам. Нонсо Анози сыграл Ксаро Ксоана Даксоса, который принимает у себя Дени. Этот персонаж во многом отличается от книжного прототипа: гомосексуальность, женоподобность и европеоидное происхождение Ксаро в сериале заслонены гетеросексуальностью и мужественностью темнокожего Анози. Роль коварного колдуна Пиата Прея исполнил Иэн Ханмор, а жрицу Куэйту, постоянно скрывающую лицо под маской, сыграла Лаура Прадельска. Специально для сериала написаны образы Короля Пряностей (Николас Блейн), богатого торговца из Кварта, и Талисы Мейегир (Уна Чаплин), целительницы из Волантиса и возлюбленной Робба Старка. Она заместила другую возлюбленную Робба, Жиенну Вестерлинг, с которой, однако, никакого сходства не имеет. Кроме Талисы в сюжетной линии Робба появляется ещё один важный персонаж — Русе Болтон (Майкл Макэлхаттон), знаменосец дома Старков. Наконец, Саймон Армстронг исполнил роль Куорена Полурукого, легендарного разведчика Ночного Дозора.
Другие новые персонажи либо появляются эпизодически, либо менее значимы по сравнению с книгой. Самый яркий пример — сир Донтос Холлард (Тони Вей), рыцарь-пьяница: в романе он играет ключевую роль в сюжетной линии Сансы Старк, в сериале его появление ограничено маленькой сценой в премьерном эпизоде. Среди других: «Скорбный» Эдд Толлетт (Бен Кромптон), стюард Ночного Дозора; одичалый Крастер (Роберт Пью), отец и муж Лилли; Маттос Сиворт (Керр Логан), набожный сын Давоса; сир Алтон Ланнистер (Карл Дэвис), придуманный для сериала на замену Клеосу Фрею в качестве посланника Старков к Ланнистерам; а также Подрик Пейн (Дэниел Портман), оруженосец Тириона Ланнистера. Девятнадцатилетний Портман сыграл Подрика, которому примерно шестнадцать лет (в книгах двенадцать). Чтобы сыграть застенчивого, стеснительного и слабого Подрика, бывший спортсмен Портман приостановил тренировки и набрал в весе, чтобы выглядеть более обаятельным. Лусиан Мсамати исполнил роль Салладора Саана, лисенийского пирата и друга Давоса Сиворта, а Эдвард Дольяни сыграл эпизодическую роль Костяного Лорда (в книгах — Гремучая Рубашка), одного из лидеров одичалых. Небольшую роль Крессена, мейстера Станниса, исполнил Оливер Форд Дейвис.
Второстепенные персонажи первого сезона вернулись за одним заметным исключением: роль сира Григора Клигана, которого в первом сезоне играл Конан Стивенс, во втором сезоне взял на себя Иэн Уайт. Рой Дотрис, друг Джорджа Р. Р. Мартина, начитавший аудиоверсии его книг и ранее отказавшийся от роли мейстера Пицеля из-за проблем со здоровьем, сыграл пироманта Галлина, пожилого алхимика в Королевской Гавани..

### Съёмки

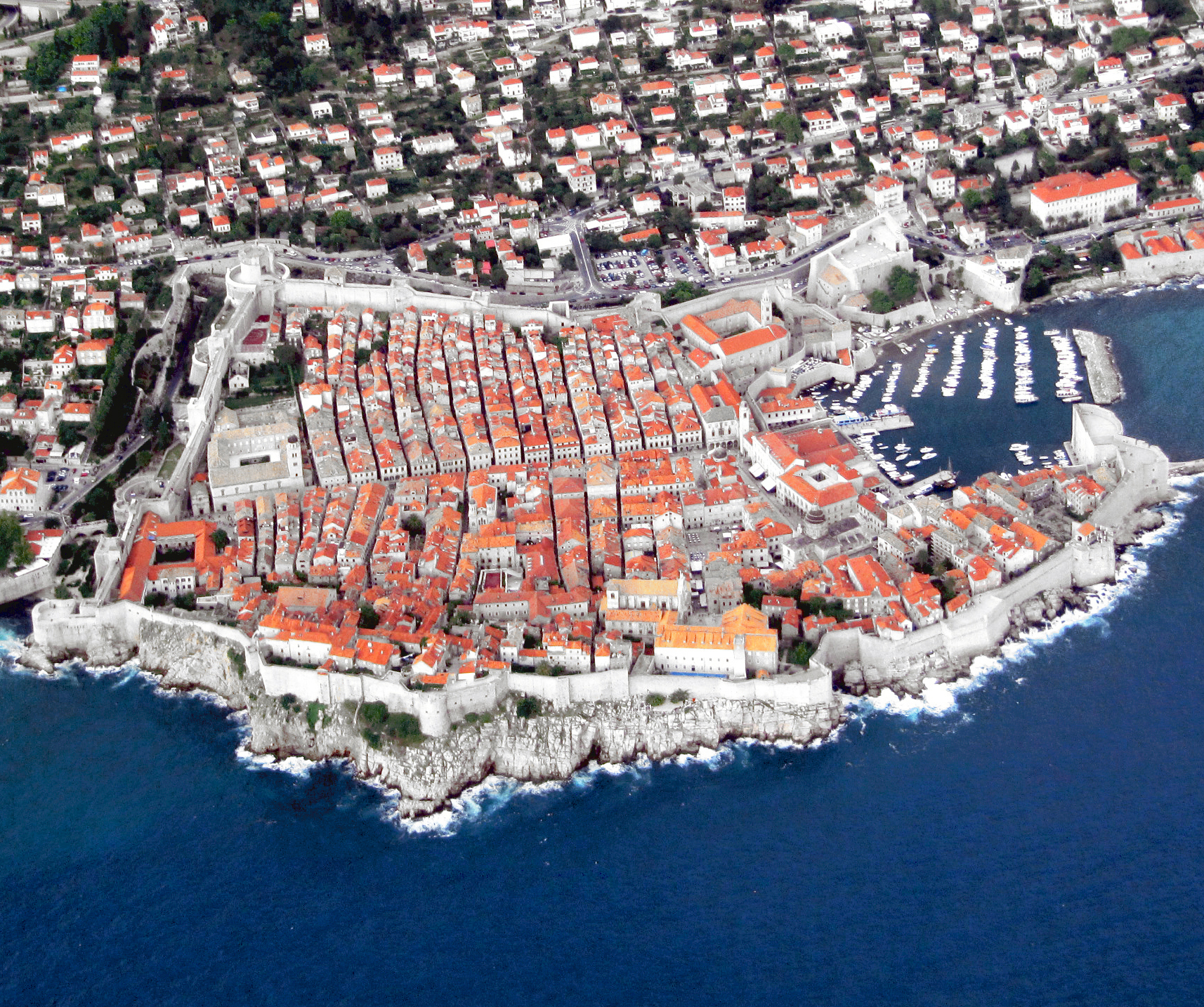
Город-крепость Дубровника была использована для изображения Королевской Гавани во втором сезоне.

Во втором сезоне для съёмок сцен в Королевской Гавани и Кварте Мальту заменил Дубровник в Хорватии; например, башня Минчета, часть крепостных стен Дубровника, сыграла роль Дома Бессмертных. Сцены за Стеной сняты в ноябре 2011 года в Исландии на ледниках Ватнайёкюдль, Свинафедльсйёкюдль близ Скафтафедля и Мирдальсйёкюдль близ Вика, сыгравший роль Кулака Первых Людей. Среди новых локаций в Северной Ирландии включают — The Linen Mill Film & Television Studios в Банбридже, гавань Баллинтой, и пляж Даунхилл Стрэнд в графстве Лондондерри. Для Винтерфелла была построена новая, расширенная декорация близ деревни Тум в графстве Антрим.
Съёмки заняли 106 дней. Три четверти этого времени две съёмочные команды («Дракон» и «Волк») работали одновременно на разных локациях.

### Музыка
Музыка ко второму сезону, написанная Рамином Джавади, выпущена в формате саундтрек-альбома в июне 2012 года. Альбом содержит версию часто упоминаемой или исполняемой в романах песни «Рейны из Кастамере» (англ. The Rains of Castamere), записанную инди-группой The National.

### Продвижение
Телеканал HBO выпустил множество тизеров ко второму сезону, начиная с 11 декабря 2011 года. Второй трейлер вышел 29 января 2012 года и был просмотрен 3,5 миллиона раз за первые три дня после публикации, что стало рекордом для промо-материалов HBO. Другие трейлеры вышли 24 февраля, 3 марта (использована песня группы Florence and the Machine «Seven Devils» из альбома Ceremonials).
До премьеры HBO публиковал и другие промо-материалы, включая фотографии актёрского состава и тизер-постеры. Второй выпуск журнала «Entertainment Weekly» за март 2012 года содержал четыре альтернативных постера с фотографиями Питера Динклэйджа (Тирион), Эмилии Кларк (Дейенерис), Кита Харингтона (Джон Сноу) или Николая Костера-Вальдау и Лены Хиди (Джейме и Серсея Ланнистер).

## Реакция

### Отзывы критиков
Несколько СМИ дали оценку первым четырём эпизодам телесериала ещё до их выхода в эфир, вынеся равномерно положительные вердикты. На Metacritic оценка сезона составляет 90 баллов из 100, показывая «всеобщее признание» критиков. Entertainment Weekly дал сезону оценку «A-». Newsday в рецензии оценил сезон в «A+», назвав его «лучшим шоу на телевидении».

### Награды
Второй сезон был номинирован на 11 премий «Эмми», включая за лучший драматический сериал и за лучшую мужскую роль второго плана в драматическом сериале для Питера Динклэйджа. Он выиграл шесть премий, включая за лучшие костюмы в сериале, лучшую работу художника в однокамерном сериале, лучший грим в однокамерном сериале (несложный), лучший звук в сериале, лучший звуковой монтаж в драматическом сериале (один час) и лучшие визуальные эффекты.
| Год  | Награда                                              | Категория                                                                            | Номинант(ы) | Результат |
| ---- | ---------------------------------------------------- | ------------------------------------------------------------------------------------ | --- | --------- |
| 2012 | Премия AFI                                           | Премия AFI TV                                                                        | «Игра престолов» | Победа    |
| 2012 | Премия «Артиос»                                      | Лучшие достижения в кастинге — драматический телесериал                              | Нина Голд | Номинация |
| 2012 | Премия ASCAP                                         | Топ-телесериал                                                                       | Рамин Джавади | Победа    |
| 2012 | Премия «Портал»                                      | Лучший актёр                                                                         | Питер Динклэйдж | Номинация |
| 2012 | Премия «Портал»                                      | Лучшая актриса                                                                       | Лена Хиди | Победа    |
| 2012 | Премия «Портал»                                      | Лучший актёр второго плана                                                           | Эйдан Гиллен | Номинация |
| 2012 | Премия «Портал»                                      | Лучшая актриса второго плана                                                         | Мишель Фэйрли | Номинация |
| 2012 | Премия «Портал»                                      | Лучшая актриса второго плана                                                         | Мэйси Уильямс | Победа    |
| 2012 | Премия «Портал»                                      | Лучший эпизод                                                                        | Призрак Харренхола | Номинация |
| 2012 | Премия «Портал»                                      | Лучший сериал                                                                        | «Игра престолов» | Победа    |
| 2012 | Премия «Портал»                                      | Лучший молодой актёр                                                                 | Джек Глисон | Номинация |
| 2012 | Премия «Портал»                                      | Лучший молодой актёр                                                                 | Мэйси Уильямс | Победа    |
| 2012 | Премия EWwy                                          | Лучшая актриса второго плана, драма                                                  | Лена Хиди | Победа    |
| 2012 | 64-я церемония премии «Эмми»                         | Лучший драматический сериал                                                          | Дэвид Бениофф, Д. Б. Уайсс, Фрэнк Дольгер, Кэролин Штраусс, Джордж Р. Р. Мартин, Ванесса Тейлор, Алан Тейлор, Гаймон Кэсэди, Винс Джерардис и Бернадетт Колфилд          | Номинация |
| 2012 | 64-я церемония премии «Эмми»                         | Лучший актёр второго плана в драматическом сериале                                   | Питер Динклэйдж | Номинация |
| 2012 | 64-я церемония творческой премии «Эмми»              | Лучшая работа художника в однокамерном сериале                                       | Джемма Джексон, Фрэнк Уолш и Тина Джонс за «Костяной Сад», «Призрак Харренхола» и «Человек без чести»                                                                    | Победа    |
| 2012 | 64-я церемония творческой премии «Эмми»              | Лучший кастинг в драматическом сериале                                               | Нина Голд и Роберт Штерн | Номинация |
| 2012 | 64-я церемония творческой премии «Эмми»              | Лучшие костюмы в сериале                                                             | Мишель Клэптон, Александр Фордэм и Хлоя Обри за «Принц Винтерфелла» | Победа    |
| 2012 | 64-я церемония творческой премии «Эмми»              | Лучшие достижения в интерактивной медии                                              | HBO | Номинация |
| 2012 | 64-я церемония творческой премии «Эмми»              | Лучшие причёски в однокамерном сериале                                               | Кевин Александр, Кэндис Бэнкс, Розалия Кулора и Гэри Мэчин за «Старые Боги и Новые»                                                                                      | Номинация |
| 2012 | 64-я церемония творческой премии «Эмми»              | Лучший грим в однокамерном сериале (несложный)                                       | Пол Энгелен и Мелисса Лэкерстин за «Старые Боги и Новые» | Победа    |
| 2012 | 64-я церемония творческой премии «Эмми»              | Лучший сложный грим в сериале, мини-сериале, фильме или специальной программе        | Пол Энгелен, Конор О’Салливан и Роб Трентон за «Валар Моргулис» | Номинация |
| 2012 | 64-я церемония творческой премии «Эмми»              | Лучший звук в сериале                                                                | Питер Браун, Кира Росслер, Тим Хэндс, Пол Олисино, Стивен П. Робинсон, Ванесса Лапато, Бретт Восс, Джеймс Мориана, Джеффри Уилхойт и Дэвид Клоц за «Черноводная»         | Победа    |
| 2012 | 64-я церемония творческой премии «Эмми»              | Лучший звуковой монтаж в драматическом сериале (1 час)                               | Мэттью Уотерс, Оннали Блэнк, Ронан Хилл и Мервин Мур за «Черноводная» | Победа    |
| 2012 | 64-я церемония творческой премии «Эмми»              | Лучшие визуальные эффекты                                                            | Рэйнер Гомбос, Юри Станоссек, Свен Мартин, Стив Куллбак, Ян Фидлер, Крис Стеннер, Тобиас Манневиц, Тило Юэрс и Адам Чейзен за «Валар Моргулис»                           | Победа    |
| 2012 | 2-я церемония Выбора телекритиков                    | Лучший драматический сериал                                                          | «Игра престолов» | Номинация |
| 2012 | 2-я церемония Выбора телекритиков                    | Лучший актёр второго плана в драматическом сериале                                   | Питер Динклэйдж | Номинация |
| 2012 | Hollywood Post Alliance Awards                       | Лучшие визуальные эффекты — телевидение                                              | «Принц Винтерфелла» | Победа    |
| 2012 | Премия «Золотая нимфа»                               | Лучший международный продюсер                                                        | Дэвид Бениофф, Фрэнк Дольгер, Д. Б. Уайсс и Кэролин Штраусс | Победа    |
| 2012 | Премия «Золотая нимфа»                               | Лучшая актриса в драматическом сериале                                               | Эмилия Кларк | Номинация |
| 2012 | Премия «Золотая нимфа»                               | Лучшая актриса в драматическом сериале                                               | Лена Хиди | Номинация |
| 2012 | Премия «Золотая нимфа»                               | Лучший актёр в драматическом сериале                                                 | Питер Динклэйдж | Номинация |
| 2012 | Премия «Золотая нимфа»                               | Лучший актёр в драматическом сериале                                                 | Кит Харингтон | Номинация |
| 2012 | Британское общество кинооператоров                   | Лучшая операторская работа в телесериале                                             | Сэм Маккёрди за «Черноводная» | Номинация |
| 2012 | 17-я церемония премии «Спутник»                      | Лучший актёр второго плана в сериале, мини-сериале или телефильме                    | Питер Динклэйдж | Номинация |
| 2012 | 17-я церемония премии «Спутник»                      | Лучший драматически телесериал                                                       | «Игра престолов» | Номинация |
| 2012 | Online Film & Television Association Award           | Лучший актёр второго плана в драматическом сериале                                   | Питер Динклэйдж | Номинация |
| 2012 | Online Film & Television Association Award           | Лучший актёрский ансамбль в драматическом сериале                                    | Актёрский состав «Игры престолов» | Номинация |
| 2012 | Online Film & Television Association Award           | Лучшая режиссура в драматическом сериале                                             | «Игра престолов» | Номинация |
| 2012 | Online Film & Television Association Award           | Лучший сценарий в драматическом сериале                                              | «Игра престолов» | Номинация |
| 2012 | Online Film & Television Association Award           | Лучшая музыка в драматическом сериале                                                | Рамин Джавади | Номинация |
| 2012 | Online Film & Television Association Award           | Лучший монтаж в сериале                                                              | «Игра престолов» | Номинация |
| 2012 | Online Film & Television Association Award           | Лучшая операторская работа в сериале                                                 | «Игра престолов» | Номинация |
| 2012 | Online Film & Television Association Award           | Лучшая работа художника в сериале                                                    | «Игра престолов» | Победа    |
| 2012 | Online Film & Television Association Award           | Лучший дизайн костюмов в сериале                                                     | «Игра престолов» | Победа    |
| 2012 | Online Film & Television Association Award           | Лучший грим/причёски в сериале                                                       | «Игра престолов» | Номинация |
| 2012 | Online Film & Television Association Award           | Лучший звук в сериале                                                                | «Игра престолов» | Победа    |
| 2012 | Online Film & Television Association Award           | Best Drama Series                                                                    | «Игра престолов» | Номинация |
| 2012 | IGN Awards                                           | Лучший телеэпизод                                                                    | Черноводная | Победа    |
| 2012 | IGN Awards                                           | Лучшее TV DVD или Blu-ray                                                            | За полный первый сезон на Blu-ray | Победа    |
| 2012 | IGN Awards                                           | Лучший телесериал                                                                    | «Игра престолов» | Номинация |
| 2012 | IGN Awards                                           | Лучший драматический телесериал                                                      | «Игра престолов» | Номинация |
| 2012 | IGN Awards                                           | Лучший телезлодей                                                                    | Джек Глисон за Джоффри Баратеона | Номинация |
| 2012 | IGN People’s Choice Award                            | Лучший телеэпизод                                                                    | Черноводная | Победа    |
| 2012 | IGN People’s Choice Award                            | Лучший драматический телесериал                                                      | «Игра престолов» | Победа    |
| 2012 | IGN People’s Choice Award                            | Лучший телезлодей                                                                    | Джек Глисон за Джоффри Баратеона | Победа    |
| 2012 | 28-я церемония премии TCA                            | Программа года                                                                       | «Игра престолов» | Победа    |
| 2012 | 28-я церемония премии TCA                            | Индивидуальные достижения в драме                                                    | Питер Динклэйдж | Номинация |
| 2012 | 28-я церемония премии TCA                            | Лучшие достижения в драме                                                            | «Игра престолов» | Номинация |
| 2013 | People’s Choice Awards                               | Любимое шоу-триллер                                                                  | «Игра престолов» | Номинация |
| 2013 | Премия Отличия ADG в работе художника-постановщика   | Одно-часовой однокамерный телесериал                                                 | Джемма Джексон за «Призрак Харренхола» | Победа    |
| 2013 | Американское общество кинооператоров                 | Выдающееся достижение в операторской работе в одно-часовом эпизодическом телесериале | Крамер Моргенто за «Север помнит» | Победа    |
| 2013 | Премия «SFX»                                         | Лучшая актриса                                                                       | Эмилия Кларк | Победа    |
| 2013 | Премия «SFX»                                         | Лучшая актриса                                                                       | Лена Хиди | Номинация |
| 2013 | Премия «SFX»                                         | Лучший актёр                                                                         | Питер Динклэйдж | Номинация |
| 2013 | Премия NewNowNext                                    | Потому что ты горяч                                                                  | Ричард Мэдден | Номинация |
| 2013 | Премия британского телевидения                       | Международный                                                                        | «Игра престолов» | Номинация |
| 2013 | Премия британского телевидения                       | Radio Times Audience Award                                                           | «Игра престолов» | Победа    |
| 2013 | Премия Гильдии костюмеров                            | Лучший исторический/фэнтезийный телесериал                                           | «Игра престолов» | Номинация |
| 2013 | Cinema Audio Society Awards                          | Лучшие достижения в звуковом монтаже — телесериал — один час                         | Ронан Хилл, Оннали Блэнк, Мэтью Уотерс и Бретт Восс за «Черноводная» | Номинация |
| 2013 | «Дориан»                                             | Драматический сериал года                                                            | «Игра престолов» | Номинация |
| 2013 | 10-я церемония премии ирландского кино и телевидения | Лучший драматический сериал                                                          | «Игра престолов» | Номинация |
| 2013 | 10-я церемония премии ирландского кино и телевидения | Лучший оператор                                                                      | П. Дж. Диллон | Номинация |
| 2013 | 10-я церемония премии ирландского кино и телевидения | Лучший звук                                                                          | Ронан Хилл, Мервин Мур | Номинация |
| 2013 | «Астра»                                              | Любимая программа — международная драма                                              | «Игра престолов» | Победа    |
| 2013 | Golden Reel Awards                                   | Лучший звук — Долгие диалоги и ADR на телевидении                                    | «Игра престолов» за «Валар Моргулис» | Победа    |
| 2013 | Golden Reel Awards                                   | Лучший звук — Долгие звуковые эффекты на телевидении                                 | «Игра престолов» за «Valar Morghulis» | Победа    |
| 2013 | Golden Reel Awards                                   | Лучший звук — Малые диалоги и ADR на телевидении                                     | «Игра престолов» за «Черноводная» | Номинация |
| 2013 | Golden Reel Awards                                   | Лучший звук — Малая форма музыки на телевидении                                      | «Игра престолов» за «Черноводная» | Номинация |
| 2013 | Golden Reel Awards                                   | Лучший звук — Малые звуковые эффекты на телевидении                                  | «Игра престолов» за «Черноводная» | Номинация |
| 2013 | Премия «Хьюго»                                       | Лучшая постановка, малая форма                                                       | Нил Маршалл (режиссёр) и Джордж Р. Р. Мартин (сценарист) за «Черноводная»                                                                                                | Победа    |
| 2013 | Премия Гильдии продюсеров                            | «Премия Нормана Фелтона за лучшего продюсера в эпизодическом телевидении, драма»     | Дэвид Бениофф, Фрэнк Дольгер, Бернадетт Колфилд, Д. Б. Уайсс, Кэролин Штраусс                                                                                            | Номинация |
| 2013 | Сатурн                                               | Лучшая телепостановка                                                                | «Игра престолов» | Номинация |
| 2013 | 19-я церемония премии Гильдии киноактёров            | Лучшее каскадёрский ансамбль в телесериале                                           | Роб Купер, Джейми Эдгелл, Дэйв Фишер, Дэйв Форман, Пол Херберт, Мишель Маккеоун, Шон Милин, Джимми О’Ди, Домонкос Парданьи, Маркус Шейкшефф, С. С. Смифф и Марк Саутуорт | Победа    |
| 2013 | Общество специалистов по визуальным эффектам         | Лучший анимационный персонаж в рекламной или вещательной программе                   | Ирфан Селик, Флориан Фридманн, Инго Шахнер, Крис Стеннер за «Тренировку драконов»                                                                                        | Победа    |
| 2013 | Общество специалистов по визуальным эффектам         | Лучшая композиция в вещательной программе                                            | Фальк Бойе, Эстер Энгел, Алексей Кушинский, Клаус Вухта за «Армию Белых Ходоков»                                                                                         | Победа    |
| 2013 | Общество специалистов по визуальным эффектам         | Лучшая созданная среда в рекламной или вещательной программе                         | Рене Борст, Тило Юэрс, Адам Фигильски, Юнас Стукенброк за «Пайк» | Победа    |
| 2013 | Общество специалистов по визуальным эффектам         | Лучшие визуальные эффекты в вещательной программе                                    | Рэйнер Гомбос, Стив Куллбак, Свен Мартин, Юри Станоссек за «Валар Моргулис»                                                                                              | Победа    |
| 2013 | Премия Гильдии сценаристов США                       | Драматический телесериал                                                             | Дэвид Бениофф, Брайан Когман, Джордж Р. Р. Мартин, Ванесса Тейлор, Д. Б. Уайсс                                                                                           | Номинация |
| 2013 | Молодой актёр                                        | Лучшее выступление на телевидении — молодой актёр второго плана                      | Айзек Хэмпстед-Райт | Номинация |
| 2013 | Молодой актёр                                        | Лучшее выступление на телевидении — молодая актриса второго плана                    | Софи Тёрнер | Номинация |
| 2013 | Молодой актёр                                        | Лучшее выступление на телевидении — молодая актриса второго плана                    | Мэйси Уильямс | Номинация |
| 2013 | IGN Awards                                           | Лучшее TV DVD или Blu-ray                                                            | За полный второй сезон на Blu-ray | Номинация |

## Выход на DVD и Blu-Ray
| Игра престолов: Полный второй сезон | | | | | |
| Информация об издании | Информация об издании | Дополнительный контент | Дополнительный контент | Дополнительный контент | Дополнительный контент |
| - 10 эпизодов - Набор из 5 дисков - Формат изображения 16:9 - Форматы: AC-3, Blu-ray, DTS Surround Sound, Dubbed, NTSC, Subtitled, Widescreen - Звуковые дорожки: английская, французская, испанская, кастильская, чешская, венгерская, польская - Английские, французские, испанские, кастильские, чешские, венгерские, польские, португальские, голландские, датские, финские, норвежские, шведские, турецкие субтитры, а также субтитры на иврите | - 10 эпизодов - Набор из 5 дисков - Формат изображения 16:9 - Форматы: AC-3, Blu-ray, DTS Surround Sound, Dubbed, NTSC, Subtitled, Widescreen - Звуковые дорожки: английская, французская, испанская, кастильская, чешская, венгерская, польская - Английские, французские, испанские, кастильские, чешские, венгерские, польские, португальские, голландские, датские, финские, норвежские, шведские, турецкие субтитры, а также субтитры на иврите | - «Снимая битву при Черноводной» — 30-минутный ролик, содержащий информацию о том, как снималась сцена битвы и интервью с создателями и актёрами - «Игра престолов: Внутренний круг» — интервью с актёрами, Дэвидом Бениоффом и Д. Б. Уайссом по поводу их участия в съёмках - Рассказ Дэвида Бениоффа, Д. Б. Уайсса, Джорджа Мартина о религиях Вестероса - Профили 7 персонажей сериала, составленные сыгравшими их актёрами - Аудиокомментарии Дэвида Бениоффа, Д. Б. Уайсса, Джорджа Мартина, Эмилии Кларк, Питера Динклейджа, Кита Харингтона и др. - «Битва пяти королей» — полное руководство, раскрывающее местоположение армии каждого из пяти кандидатов на Железный трон и детально рассказывающее об их победах и поражениях (только на Blu-Ray) - «Мифы и легенды» — 19-серийный анимационный сериал, раскрывающий мифологию Вестероса как с точки зрения самих актёров, так и при помощи иллюстраций художника «Игры престолов» Уилла Симпсона (только на Blu-Ray) - Встроенное руководство, которая сообщает зрителю информацию о персонажах, местах и исторические сведения во время просмотра эпизода (только на Blu-Ray) - «Спрятанные драконьи яйца», иначего говоря пасхалки (только на Blu-Ray) | - «Снимая битву при Черноводной» — 30-минутный ролик, содержащий информацию о том, как снималась сцена битвы и интервью с создателями и актёрами - «Игра престолов: Внутренний круг» — интервью с актёрами, Дэвидом Бениоффом и Д. Б. Уайссом по поводу их участия в съёмках - Рассказ Дэвида Бениоффа, Д. Б. Уайсса, Джорджа Мартина о религиях Вестероса - Профили 7 персонажей сериала, составленные сыгравшими их актёрами - Аудиокомментарии Дэвида Бениоффа, Д. Б. Уайсса, Джорджа Мартина, Эмилии Кларк, Питера Динклейджа, Кита Харингтона и др. - «Битва пяти королей» — полное руководство, раскрывающее местоположение армии каждого из пяти кандидатов на Железный трон и детально рассказывающее об их победах и поражениях (только на Blu-Ray) - «Мифы и легенды» — 19-серийный анимационный сериал, раскрывающий мифологию Вестероса как с точки зрения самих актёров, так и при помощи иллюстраций художника «Игры престолов» Уилла Симпсона (только на Blu-Ray) - Встроенное руководство, которая сообщает зрителю информацию о персонажах, местах и исторические сведения во время просмотра эпизода (только на Blu-Ray) - «Спрятанные драконьи яйца», иначего говоря пасхалки (только на Blu-Ray) | - «Снимая битву при Черноводной» — 30-минутный ролик, содержащий информацию о том, как снималась сцена битвы и интервью с создателями и актёрами - «Игра престолов: Внутренний круг» — интервью с актёрами, Дэвидом Бениоффом и Д. Б. Уайссом по поводу их участия в съёмках - Рассказ Дэвида Бениоффа, Д. Б. Уайсса, Джорджа Мартина о религиях Вестероса - Профили 7 персонажей сериала, составленные сыгравшими их актёрами - Аудиокомментарии Дэвида Бениоффа, Д. Б. Уайсса, Джорджа Мартина, Эмилии Кларк, Питера Динклейджа, Кита Харингтона и др. - «Битва пяти королей» — полное руководство, раскрывающее местоположение армии каждого из пяти кандидатов на Железный трон и детально рассказывающее об их победах и поражениях (только на Blu-Ray) - «Мифы и легенды» — 19-серийный анимационный сериал, раскрывающий мифологию Вестероса как с точки зрения самих актёров, так и при помощи иллюстраций художника «Игры престолов» Уилла Симпсона (только на Blu-Ray) - Встроенное руководство, которая сообщает зрителю информацию о персонажах, местах и исторические сведения во время просмотра эпизода (только на Blu-Ray) - «Спрятанные драконьи яйца», иначего говоря пасхалки (только на Blu-Ray) | - «Снимая битву при Черноводной» — 30-минутный ролик, содержащий информацию о том, как снималась сцена битвы и интервью с создателями и актёрами - «Игра престолов: Внутренний круг» — интервью с актёрами, Дэвидом Бениоффом и Д. Б. Уайссом по поводу их участия в съёмках - Рассказ Дэвида Бениоффа, Д. Б. Уайсса, Джорджа Мартина о религиях Вестероса - Профили 7 персонажей сериала, составленные сыгравшими их актёрами - Аудиокомментарии Дэвида Бениоффа, Д. Б. Уайсса, Джорджа Мартина, Эмилии Кларк, Питера Динклейджа, Кита Харингтона и др. - «Битва пяти королей» — полное руководство, раскрывающее местоположение армии каждого из пяти кандидатов на Железный трон и детально рассказывающее об их победах и поражениях (только на Blu-Ray) - «Мифы и легенды» — 19-серийный анимационный сериал, раскрывающий мифологию Вестероса как с точки зрения самих актёров, так и при помощи иллюстраций художника «Игры престолов» Уилла Симпсона (только на Blu-Ray) - Встроенное руководство, которая сообщает зрителю информацию о персонажах, местах и исторические сведения во время просмотра эпизода (только на Blu-Ray) - «Спрятанные драконьи яйца», иначего говоря пасхалки (только на Blu-Ray) |
| Даты выхода на DVD | | | | | |
| Регион 1 | Регион 1 | Регион 2 | Регион 2 | Регион 4 | Регион 4 |
| 19 февраля 2013 года | 19 февраля 2013 года | 4 марта 2013 года | 4 марта 2013 года | 6 марта 2013 года | 6 марта 2013 года |